# Gustavsfors, Hagfors kommun
Gustavsfors är en småort i Hagfors kommun, belägen omkring 15 kilometer norr om Hagfors mellan Uvån och Knoälven som båda vid Gustavsfors rinner ut i sjön Uppämten. 
En stor del av Uvåns vatten har numera letts om via en kanal till Knon där ett vattenkraftverk för båda vattensystemen ligger.
SMHI har en väderstation i Gustavsfors sedan 1917.

## Historia
Vid Uvåns utlopp låg tidigare Gustavfors hytta, ett så kallat bessemerverk som byggdes år 1870 av Uddeholmsbolaget.[källa behövs] Efter att bessemerverket flyttat till Hagfors 1881, tillverkades fram till 1908 stångjärn i Gustavsfors.[källa behövs] Industribyggnaderna fick sedan förfalla.
År 1921 öppnade Uddeholmsbolaget en järnväg för timmertransporter från Starrkärr vid NKlJ, strax öster om Geijersholm, till Gustavsfors. Järnvägen, som trafikerades av NKlJ, lades ned redan 1940 och revs upp 1949.